# 조선의 왕대비
조선의 왕대비(朝鮮의 王大妃)는 조선 시대 왕비의 지위(地位) 중 하나로서 일반적으로 임금의 어머니를 말한다. 흔히 대비(大妃, 왕대비의 준말)라고 하며 이외에도 국모(國母), 모후(母后), 자성(慈聖), 자전(慈殿), 자위(慈闈) 등의 여러 이칭이 있다.

## 역사
본래 중국에서 칭하는 황태후(皇太后)에서 따온 말로, 명목상 신하국을 자처한 조선은 태 자를 대(大) 자로 낮추고 후(后) 역시 비(妃)로 낮추어서 왕대비로 명명하였다.
1894년(고종 31년) 갑오경장 때 청나라에 대한 사대의 예를 폐지하고 왕실의 의례를 독립국의 격으로 격상하면서 왕비와 대비를 각각 왕후와 왕태후로 격상하고 그 존칭은 폐하(陛下)라 하였다. 이어 1897년(고종 34년, 광무 원년) 대한제국이 성립되면서 대군주가 황제로 격상되자 왕태후 역시 황태후로 격상되었다.
조선에서 황태후를 지낸 인물은 효정왕후(명헌태후) 뿐이다.
조선 왕조는 특유의 사회 제도 형태인 적서 차별 탓에 후궁은 임금의 생모(生母)라 할지라도 왕대비에 오를 수 없었으며, 오직 왕비(중전)와 세자빈(빈궁)만이 왕대비에 오를 수 있는 자격이 있었다.
왕비로서 왕대비에 오르는 것은 일반적으로 남편(임금)이 죽어 선왕비(先王妃)로서 오르는 것과, 남편(임금)이 아들이나 왕족에게 선위하여 상왕(上王)이 되고 자신은 상왕비(上王妃)로서 오르는 것이다.
세자빈으로서 왕대비에 오르는 것은 남편(왕세자)이 죽어 왕위를 잇진 못했지만, 아들이 왕위에 오르는 경우다. 조선 왕조에서 이런 경우는 소혜왕후(인수대비)와 신정왕후(조대비) 두 명뿐이다.

## 대비(大妃)와 왕대비(王大妃)의 차이
대비(大妃)라 함은 왕대비(王大妃)의 준말로써 본디 둘은 같은 의미다.
그런데 둘의 의미에 구별이 생긴 것은 제24대 임금 헌종 사후에 3세대 3명의 대비들의 위계 차이를 정하기 위하여 기존의 왕대비 아래에 새로 작위를 하나 더 두었는데, 이것을 단지 대비(大妃)로만 칭하기로 정하였으며, 이것은 포괄적인 의미의 대비(大妃)와는 구별되는 말이다. 조선에서 이 3등급에 해당하는 대비의 작호를 사용한 인물은 효정왕후(명헌대비)와 철인왕후(명순대비) 단 두 사람뿐이다.
제8대 임금 예종 사후에도 3명의 대비가 있었지만, 덕종왕비(德宗王妃) 소혜왕후(인수대비)와 예종왕비(睿宗王妃) 안순왕후(인혜대비)는 항렬이 같은 동서지간(同壻之間)으로 서열(序列)은 구분하였지만, 위계(位階)는 구분할 필요가 없었기에 둘 다 왕대비(王大妃)에 올라 양대비(兩大妃)라 하였다.

## 역대 왕대비
다음은 조선시대의 역대 왕대비를 나열한 것이다.
| 국왕            | 자격 (국왕과의 관계)     | 왕대비                    | 존호   | 시호                | 배우자      | 본관      | 재위기간                                    | 재위기간                           | 능          | 비고   |
| --------------- | ------------------------ | ------------------------- | ------ | ------------------- | ----------- | --------- | ------------------------------------------- | ---------------------------------- | ----------- | ------ |
| 태종 (太宗)     | 상왕비 (형수)            | 순덕왕태비 (順德王太妃)   | -      | 정안왕후 (定安王后) | 정종 (定宗) | 경주 김씨 | 1400년 12월 1일 (12월 16일)                 | 1412년 6월 25일 (8월 2일)          | 후릉 (厚陵) |        |
| 세종 (世宗)     | 어머니                   | 후덕왕태비 (厚德王太妃)   | -      | 원경왕후 (元敬王后) | 태종 (太宗) | 여흥 민씨 | 1418년 8월 11일 (9월 10일)                  | 1420년 7월 10일 (8월 18일)         | 헌릉 (獻陵) |        |
| 세조 (世祖)     | 상왕비 (조카며느리)      | 의덕왕대비 (懿德王大妃)   | -      | 정순왕후 (定順王后) | 단종 (端宗) | 여산 송씨 | 1455년 윤 7월 11일 (8월 23일)               | 1457년 6월 21일 (7월 12일)         | 사릉 (思陵) | [ 12 ] |
| 예종 (睿宗)     | 어머니                   | 자성왕대비 (慈聖王大妃)   | [ 13 ] | 정희왕후 (貞熹王后) | 세조 (世祖) | 파평 윤씨 | 1468년 9월 8일 (9월 23일)                   | 1469년 11월 28일 (12월 31일)       | 광릉 (光陵) | [ 14 ] |
| 성종 (成宗)     | 어머니                   | 인수왕대비 (仁粹王大妃)   | -      | 소혜왕후 (昭惠王后) | 덕종 (德宗) | 청주 한씨 | 1470년 1월 22일 (2월 22일) <인수왕비>       | 1475년 1월 6일 (2월 11일)          | 경릉 (敬陵) | [ 14 ] |
| 성종 (成宗)     | 어머니                   | 인수왕대비 (仁粹王大妃)   | -      | 소혜왕후 (昭惠王后) | 덕종 (德宗) | 청주 한씨 | 1475년 1월 6일 (2월 11일) <왕대비>          | 1494년 12월 29일 (1495년 1월 25일) | 경릉 (敬陵) | [ 14 ] |
| 성종 (成宗)     | 선왕비 (숙모)            | 인혜왕대비 (仁惠王大妃)   | -      | 안순왕후 (安順王后) | 예종 (睿宗) | 청주 한씨 | 1469년 11월 28일 (12월 31일)                | 1494년 12월 29일 (1495년 1월 25일) | 창릉 (昌陵) | [ 14 ] |
| 연산군 (燕山君) | 의붓 어머니              | 자순왕대비 (慈順王大妃)   | [ 15 ] | 정현왕후 (貞顯王后) | 성종 (成宗) | 파평 윤씨 | 1494년 12월 29일 (1495년 1월 25일)          | 1530년 8월 22일 (9월 13일)         | 선릉 (宣陵) |        |
| 중종 (中宗)     | 어머니                   | 자순왕대비 (慈順王大妃)   | [ 15 ] | 정현왕후 (貞顯王后) | 성종 (成宗) | 파평 윤씨 | 1494년 12월 29일 (1495년 1월 25일)          | 1530년 8월 22일 (9월 13일)         | 선릉 (宣陵) |        |
| 인종 (仁宗)     | 의붓 어머니              | 성렬왕대비 (聖烈王大妃)   | -      | 문정왕후 (文定王后) | 중종 (中宗) | 파평 윤씨 | 1544년 11월 20일 (12월 4일)                 | 1545년 7월 6일 (8월 12일)          | 태릉 (泰陵) | [ 14 ] |
| 명종 (明宗)     | 선왕비 (형수)            | 공의왕대비 (恭懿王大妃)   | -      | 인성왕후 (仁聖王后) | 인종 (仁宗) | 반남 박씨 | 1545년 7월 6일 (8월 12일)                   | 1577년 11월 29일 (1578년 1월 6일)  | 효릉 (孝陵) |        |
| 선조 (宣祖)     | 선왕비 (큰어머니)        | 공의왕대비 (恭懿王大妃)   | -      | 인성왕후 (仁聖王后) | 인종 (仁宗) | 반남 박씨 | 1545년 7월 6일 (8월 12일)                   | 1577년 11월 29일 (1578년 1월 6일)  | 효릉 (孝陵) |        |
| 선조 (宣祖)     | 법적 어머니 (숙모)       | 의성왕대비 (懿聖王大妃)   | -      | 인순왕후 (仁順王后) | 명종 (明宗) | 청송 심씨 | 1567년 7월 3일 (8월 7일)                    | 1575년 1월 2일 (2월 12일)          | 강릉 (康陵) |        |
| 광해군 (光海君) | 의붓 어머니              | 소성왕대비 (昭聖王大妃)   | [ 16 ] | 인목왕후 (仁穆王后) | 선조 (宣祖) | 연안 김씨 | 1608년 4월 22일 (6월 4일)                   | 1618년 1월 28일 (2월 22일)         | 목릉 (穆陵) | [ 17 ] |
| 인조 (仁祖)     | 의붓 할머니              | 소성왕대비 (昭聖王大妃)   | [ 16 ] | 인목왕후 (仁穆王后) | 선조 (宣祖) | 연안 김씨 | 1623년 3월 14일 (4월 13일)                  | 1624년 10월 7일 (11월 17일)        | 목릉 (穆陵) | [ 17 ] |
| 효종 (孝宗)     | 의붓 어머니              | 자의왕대비 (慈懿王大妃)   | -      | 장렬왕후 (莊烈王后) | 인조 (仁祖) | 양주 조씨 | 1649년 5월 13일 (6월 22일)                  | 1659년 5월 9일 (6월 28일)          | 휘릉 (徽陵) | [ 14 ] |
| 현종 (顯宗)     | 어머니                   | 효숙왕대비 (孝肅王大妃)   | -      | 인선왕후 (仁宣王后) | 효종 (孝宗) | 덕수 장씨 | 1659년 5월 9일 (6월 28일)                   | 1674년 2월 23일 (3월 19일)         | 영릉 (寧陵) |        |
| 숙종 (肅宗)     | 어머니                   | 현렬왕대비 (顯烈王大妃)   | -      | 명성왕후 (明聖王后) | 현종 (顯宗) | 청풍 김씨 | 1674년 8월 23일 (9월 22일)                  | 1683년 12월 5일 (1684년 1월 21일)  | 숭릉 (崇陵) |        |
| 경종 (景宗)     | 의붓 어머니              | 혜순왕대비 (惠順王大妃)   | [ 18 ] | 인원왕후 (仁元王后) | 숙종 (肅宗) | 경주 김씨 | 1720년 6월 15일 (7월 19일)                  | 1724년 8월 30일 (10월 16일)        | 명릉 (明陵) | [ 14 ] |
| 영조 (英祖)     | 선왕비 (형수)            | 경순왕대비 (敬純王大妃)   | -      | 선의왕후 (宣懿王后) | 경종 (景宗) | 함종 어씨 | 1724년 8월 30일 (10월 16일)                 | 1730년 6월 29일 (8월 12일)         | 의릉 (懿陵) |        |
| 정조 (正祖)     | 의붓 할머니              | 예순왕대비 (睿順王大妃)   | [ 19 ] | 정순왕후 (貞純王后) | 영조 (英祖) | 경주 김씨 | 1776년 3월 10일 (4월 27일)                  | 1800년 7월 4일 (8월 23일)          | 원릉 (元陵) | [ 14 ] |
| 순조 (純祖)     | 의붓 어머니              | 왕대비 김씨 (王大妃 金氏) | -      | 효의왕후 (孝懿王后) | 정조 (正祖) | 청풍 김씨 | 1800년 7월 4일 (8월 23일)                   | 1821년 3월 9일 (4월 10일)          | 건릉 (健陵) |        |
| 헌종 (憲宗)     | 할머니                   | 명경왕대비 (明敬王大妃)   | -      | 순원왕후 (純元王后) | 순조 (純祖) | 안동 김씨 | 1834년 11월 18일 (12월 18일)                | 1834년 11월 19일 (12월 19일)       | 인릉 (仁陵) | [ 14 ] |
| 헌종 (憲宗)     | 어머니                   | 효유왕대비 (孝裕王大妃)   | [ 20 ] | 신정왕후 (神貞王后) | 문조 (文祖) | 풍양 조씨 | 1834년 11월 19일 (12월 19일)                | 1857년 8월 10일 (9월 27일)         | 수릉 (綏陵) | [ 14 ] |
| 철종 (哲宗)     | 선왕비 (법적 형수)       | 효유왕대비 (孝裕王大妃)   | [ 20 ] | 신정왕후 (神貞王后) | 문조 (文祖) | 풍양 조씨 | 1834년 11월 19일 (12월 19일)                | 1857년 8월 10일 (9월 27일)         | 수릉 (綏陵) | [ 14 ] |
| 철종 (哲宗)     | 선왕비 (법적 조카며느리) | 명헌대비 (明憲大妃)       | [ 21 ] | 효정왕후 (孝定王后) | 헌종 (憲宗) | 남양 홍씨 | 1849년 6월 9일 (7월 28일) <대비>            | 1857년 8월 10일 (9월 27일)         | 경릉 (景陵) |        |
| 철종 (哲宗)     | 선왕비 (법적 조카며느리) | 명헌왕대비 (明憲王大妃)   | [ 21 ] | 효정왕후 (孝定王后) | 헌종 (憲宗) | 남양 홍씨 | 1857년 8월 10일 (9월 27일) <왕대비>         | 1894년 12월 17일 (1895년 1월 12일) | 경릉 (景陵) |        |
| 고종 (高宗)     | 선왕비 (법적 형수)       | 명헌태후 (明憲太后)       | [ 22 ] | 효정왕후 (孝定王后) | 헌종 (憲宗) | 남양 홍씨 | 1894년 12월 17일 (1895년 1월 12일) <왕태후> | 1897년 10월 14일                   | 경릉 (景陵) |        |
| 고종 (高宗)     | 선왕비 (법적 형수)       | 명헌태후 (明憲太后)       | [ 22 ] | 효정왕후 (孝定王后) | 헌종 (憲宗) | 남양 홍씨 | 1897년 10월 14일 <황태후>                   | 1904년 1월 2일                     | 경릉 (景陵) |        |
| 고종 (高宗)     | 선왕비 (법적 작은어머니) | 명순대비 (明純大妃)       | [ 23 ] | 철인왕후 (哲仁王后) | 철종 (哲宗) | 안동 김씨 | 1863년 12월 13일 (1864년 1월 21일) <대비>   | 1878년 5월 12일 (6월 12일)         | 예릉 (睿陵) |        |

## 같이 보기
- 조선의 역대 왕세자빈
- 조선의 역대 왕비
- 조선의 역대 국왕